# Közép-dunai faunakerület
A közép-dunai faunakerület a palearktikus faunatartományba sorolt euro-turáni faunavidék része.

## Határai
A faunakerület gyakorlatilag a földrajzi értelemben vett Kárpát-medencével azonos. Északon és Keleten a Kárpátok hegyvonulata határolja, délen a Déli-Kárpátok, majd a Duna, a Száva és a balkáni előhegyek, délnyugaton a Karszt-hegység, nyugaton az Alpok keleti előhegyei.
Alapfaunáját palearktikus euro-turáni, európai, kelet-európai fajok uralják.

## Jellegzetes gerinces fajok, alfajok
Emlősök:
- havasi cickány (Sorex alpinus),
- csalitjáró pocok (Microtus agrestis),
- Miller-vízicickány (Neomys anomalus),
- kárpáti cickány (Crocidura suaveolens mimula),
- keleti sün (Erinaceus roumanicus).

Madarak:
- havasi lile (Charadrius morinellus)
- gólyatöcs (Himantropus himantropus)
- gulipán (Recurvirostra avosetta)
- széki  csér (Glareola pratincola)
- fülemülesitke (Acrocephalus melanopogon)
- berki tücsökmadár (Locustella fluviatilis)
- kékvércse (Falco vespertinus)

Hüllők:
- homoki gyík (Lacerta taurica)
- pannon gyík (Ablepharus kitaibelii fitzingeri)
- rákosi vipera (Vipera ursinii rakosiensis)
- homoki vipera (Vipera ammodytes)

Kétéltűek:
- alpesi gőte (Triturus alpestris)
- kárpáti gőte (Triturus montandoni)
- alpesi szalamandra (Salamandra atra)

Halak:
- tiszai ingola (Eudontomyzon  danfordi)
- dunai galóca (Hucho hucho)
- petényi márna (Barbus barbus petényi)
- lápi póc (Umbra krameri)
- hegyi csík (Cobitis montana)

## Felosztása
A faunakerületet 6 faunakörzetre osztják:
1. A Pannonicum faunakörzet az alföldi jellegű vidékeket foglalja magában. A térszín alacsony, a vízhálózat sűrű. A vegetáció valamikor mocsaras-erdős-ligetes volt, de ma már a kultúrterületek uralják. Ennek megfelelően az erdei fauna fejletlen. A körzetet két faunajárásra osztják:
- Eupannonicum faunajárás,
- Arrabonicum faunajárás.

2. A Matricum faunakörzetbe az alacsonyabb hegyvidékeket sorolják, fejlett erdei faunával. A körzetet két faunajárásra osztják:
- Eumatricum faunajárás,
- Pilisicum faunajárás.

3. A Carpaticum faunakörzetbe a közép- és magashegységeket vonják össze. A szélesebb folyóvölgyekben messze felhatolhat az alföldi fauna, de a  fejlett erdei fauna dominál, sok endemizmussal. Igen fejlett a barlangi fauna is.
4. A Moesicum faunakörzet a Szörényi-érchegységet és az előbalkáni hegyeket foglalja magába.
5. Az Illyricum faunakörzetbe tartozik Somogy és Zala dombvidéke, a Horvát–Szlovén hegységek, a Dráva–
Száva közének dombvidékei, Szerbia előhegyei, valamint az alföldből szigetszerűen kiemelkedő Mecsek és Fruska  Gora. Faunája főleg erdei, sok endemizmussal, balkáni és mediterrán faunaelemekkel.
6. A Noricum faunakörzet az Alpok előhegyeit, Vas és Zala vármegye nyugati csücskeit, valamint a Stájer-medencét öleli fel. Hegyes-dombos vidék sok erdővel, jellegzetes alpesi és kelet-alpesi fajokkal.